# Timothy Bottoms
Timothy Bottoms, född 30 augusti 1951 i Santa Barbara, Kalifornien, är en amerikansk skådespelare och manusförfattare.
Han är mest känd för sin roll som juridikstudenten James Hart i filmen Paper Chase – betygsjakten från 1973. I filmen hade han den stränge professor Kingsfield (John Houseman) som lärare och har en relation med dennes dotter. Men i Sverige är han mest känd som "Min fader konungen" i Mio min Mio av Astrid Lindgren.